# Denis Šme
Denis Šme (Slovenj Gradec, 22 marzo 1994) è un calciatore sloveno, difensore svincolato.

## Statistiche

### Presenze e reti nei club
Statistiche aggiornate al 28 agosto 2019.
| Stagione        | Squadra         | Campionato      | Campionato | Campionato | Coppe nazionali | Coppe nazionali | Coppe nazionali | Coppe continentali | Coppe continentali | Coppe continentali | Altre coppe | Altre coppe | Altre coppe | Totale | Totale |
| Stagione        | Squadra         | Comp            | Pres       | Reti       | Comp            | Pres            | Reti            | Comp               | Pres               | Reti               | Comp        | Pres        | Reti        | Pres   | Reti   |
| --------------- | --------------- | --------------- | ---------- | ---------- | --------------- | --------------- | --------------- | ------------------ | ------------------ | ------------------ | ----------- | ----------- | ----------- | ------ | ------ |
| 2011-2012       | Koper           | 1. SNL          | 1          | 0          | CS              | 0               | 0               | -                  | -                  | -                  | -           | -           | -           | 1      | 0      |
| 2012-2013       | Koper           | 1. SNL          | 0          | 0          | CS              | 0               | 0               | -                  | -                  | -                  | -           | -           | -           | 0      | 0      |
| 2013-2014       | Koper           | 1. SNL          | 23         | 0          | CS              | 1               | 0               | -                  | -                  | -                  | -           | -           | -           | 24     | 0      |
| 2014-2015       | Koper           | 1. SNL          | 22         | 0          | CS              | 6               | 0               | UEL                | 0                  | 0                  | -           | -           | -           | 28     | 0      |
| 2015-gen. 2016  | Koper           | 1. SNL          | 12         | 0          | CS              | 1               | 0               | UEL                | 4                  | 0                  | SS          | 1           | 0           | 18     | 0      |
| Totale Koper    | Totale Koper    | Totale Koper    | 58         | 0          |                 | 8               | 0               |                    | 4                  | 0                  |             | 1           | 0           | 71     | 0      |
| gen.-giu. 2016  | Maribor         | 1. SNL          | 10         | 0          | CS              | 3               | 0               | UCL                | -                  | -                  | -           | -           | -           | 13     | 0      |
| 2016-2017       | Maribor         | 1. SNL          | 15         | 0          | CS              | 2               | 0               | UEL                | 6                  | 0                  | -           | -           | -           | 23     | 0      |
| 2017-gen. 2018  | Maribor         | 1. SNL          | 1          | 0          | CS              | 1               | 0               | UCL                | 0                  | 0                  | -           | -           | -           | 2      | 0      |
| gen.-giu. 2018  | Aluminij        | 1. SNL          | 14         | 0          | CS              | 2               | 0               | -                  | -                  | -                  | -           | -           | -           | 16     | 0      |
| 2018-2019       | Maribor         | 1. SNL          | 0          | 0          | CS              | 0               | 0               | UEL                | 0                  | 0                  | -           | -           | -           | 0      | 0      |
| Totale Maribor  | Totale Maribor  | Totale Maribor  | 26         | 0          |                 | 6               | 0               |                    | 6                  | 0                  |             | -           | -           | 38     | 0      |
| 2019-2020       | Olimpia Lubiana | 1. SNL          | 2          | 0          | CS              | 0               | 0               | UEL                | 1                  | 0                  | -           | -           | -           | 3      | 0      |
| Totale carriera | Totale carriera | Totale carriera | 100        | 0          |                 | 18              | 0               |                    | 11                 | 0                  |             | 1           | 0           | 130    | 0      |

## Palmarès

### Club

#### Competizioni nazionali
- Coppa di Slovenia: 2

Koper: 2014-2015
Maribor: 2015-2016
- Supercoppa di Slovenia: 1

Koper: 2015
- Campionato sloveno: 2

Olimpia Lubiana: 2016-2017, 2018-2019